# Basarabidi
I Basarabi (o Balsarabi) furono la casa reale che creò il principato di Valacchia, garantendo al paese la sua prima stirpe di governanti. 
Il nome deriva dal turco-cumano/kipchaki e potrebbe essere interpretato come "re padri" (in cumano basar significa "regnare" e aba "padre"), etimologia analoga a quella di Bessarabia.
La dinastia fu strettamente legata ai Mușatini di Moldavia. Basarab I di Valacchia (1310-1352), fondatore della dinastia e dello stato valacco, si emancipò dal Regno d'Ungheria, divenendone solo nominalmente vassallo. Dopo il regno del nipote di Basarab, Radu I di Valacchia (...-1383), la dinastia si scisse in due rami, i Drăculești e i Dănești, che si contesero il trono valacco tra XV e XVI secolo. Nel XVII secolo anche i voivoda della famiglia Craiovești accamparono una discendenza dalla schiatta dei Basarabidi: Basarab V Neagoe, Matei Basarab, Constantin Șerban ecc.
Il membro più noto della dinastia è certamente Vlad l'Impalatore, ma la storiografia rumena attribuisce notevole importanza anche al nonno, Mircea il Vecchio. Gli ultimi Basarabi furono Mosè di Valacchia (morto nel 1530) per i Dănești e Mihnea III di Valacchia (morto nel 1660) per i Drăculești.

## Storia

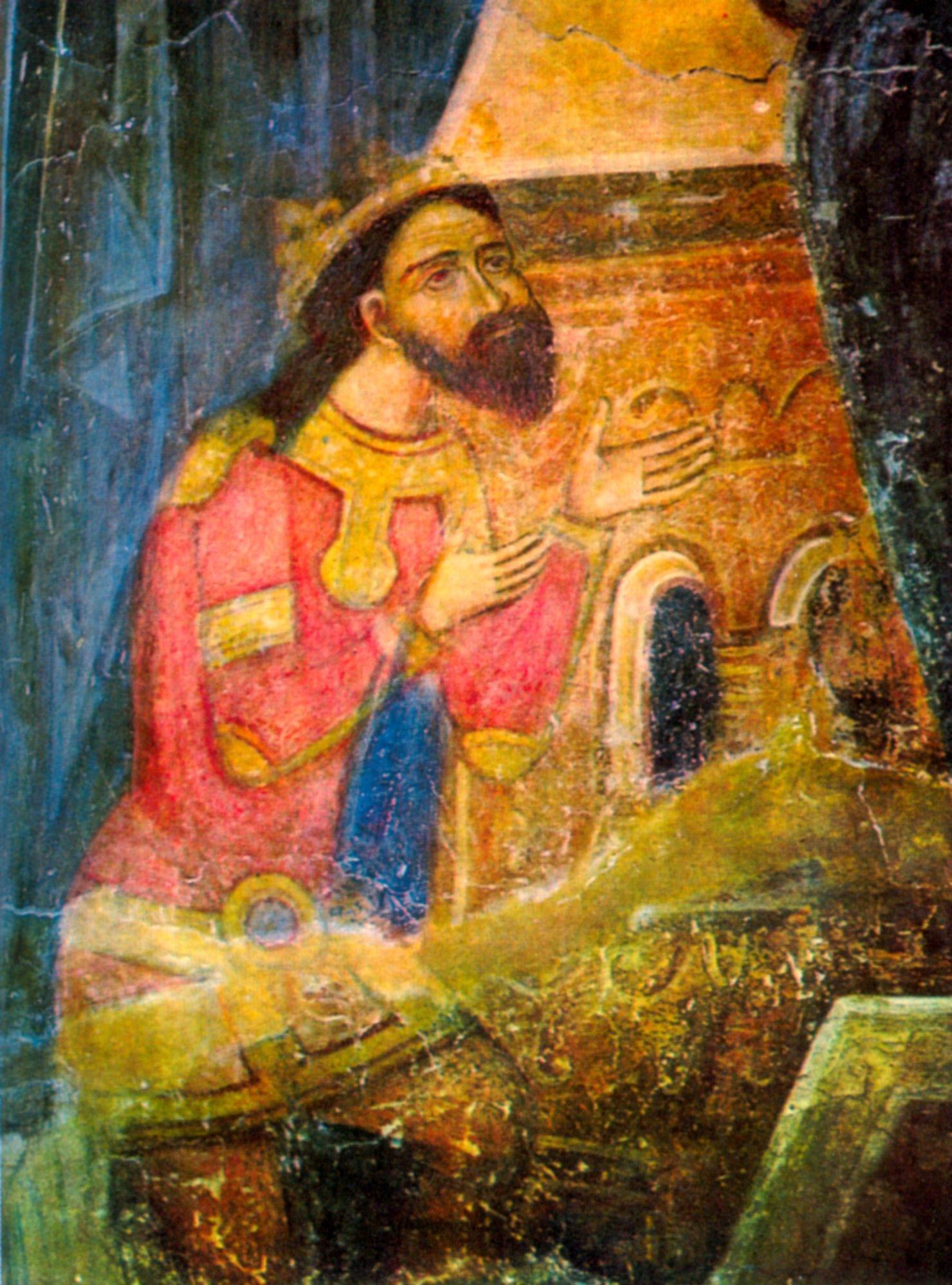
Basarab I di Valacchia

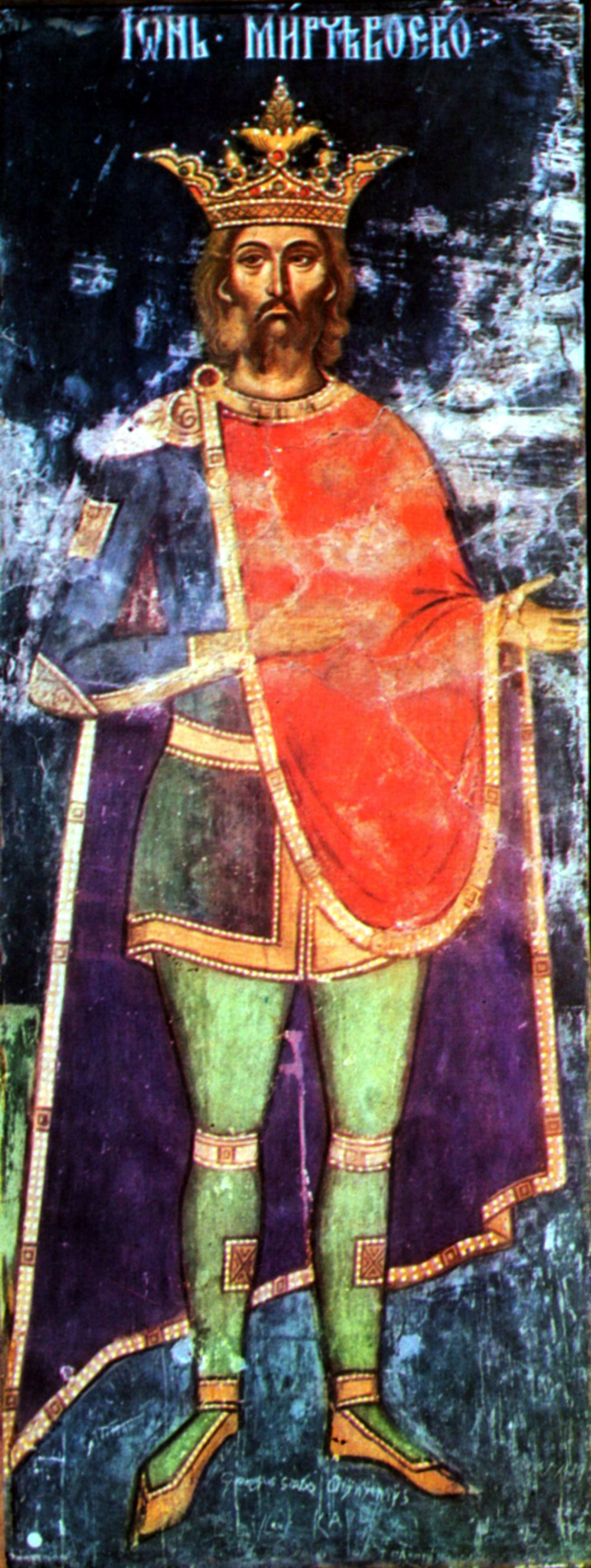
Mircea cel Bătrân

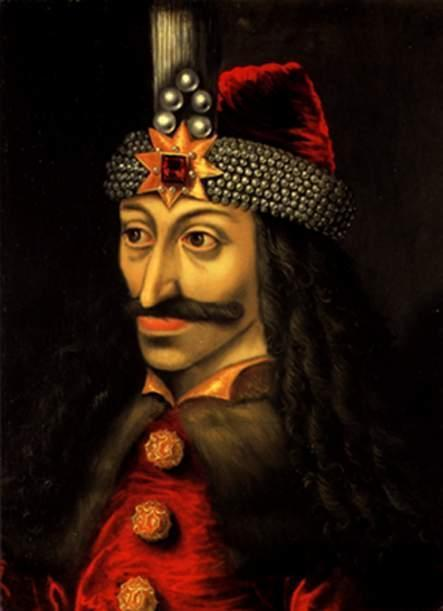
Vlad Țepeș

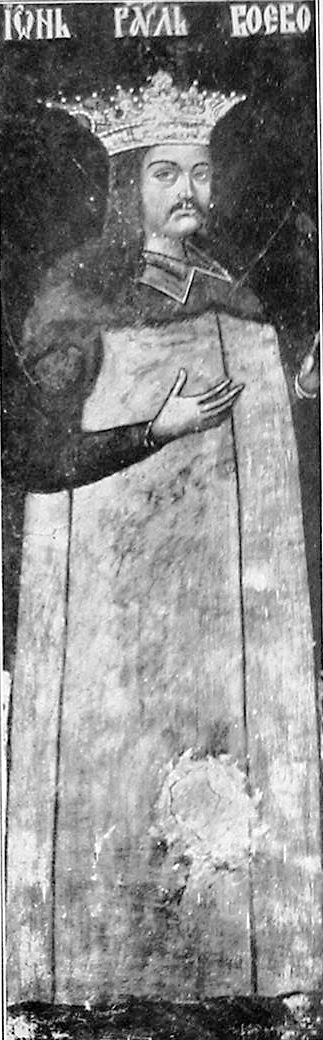
Radu cel Mare

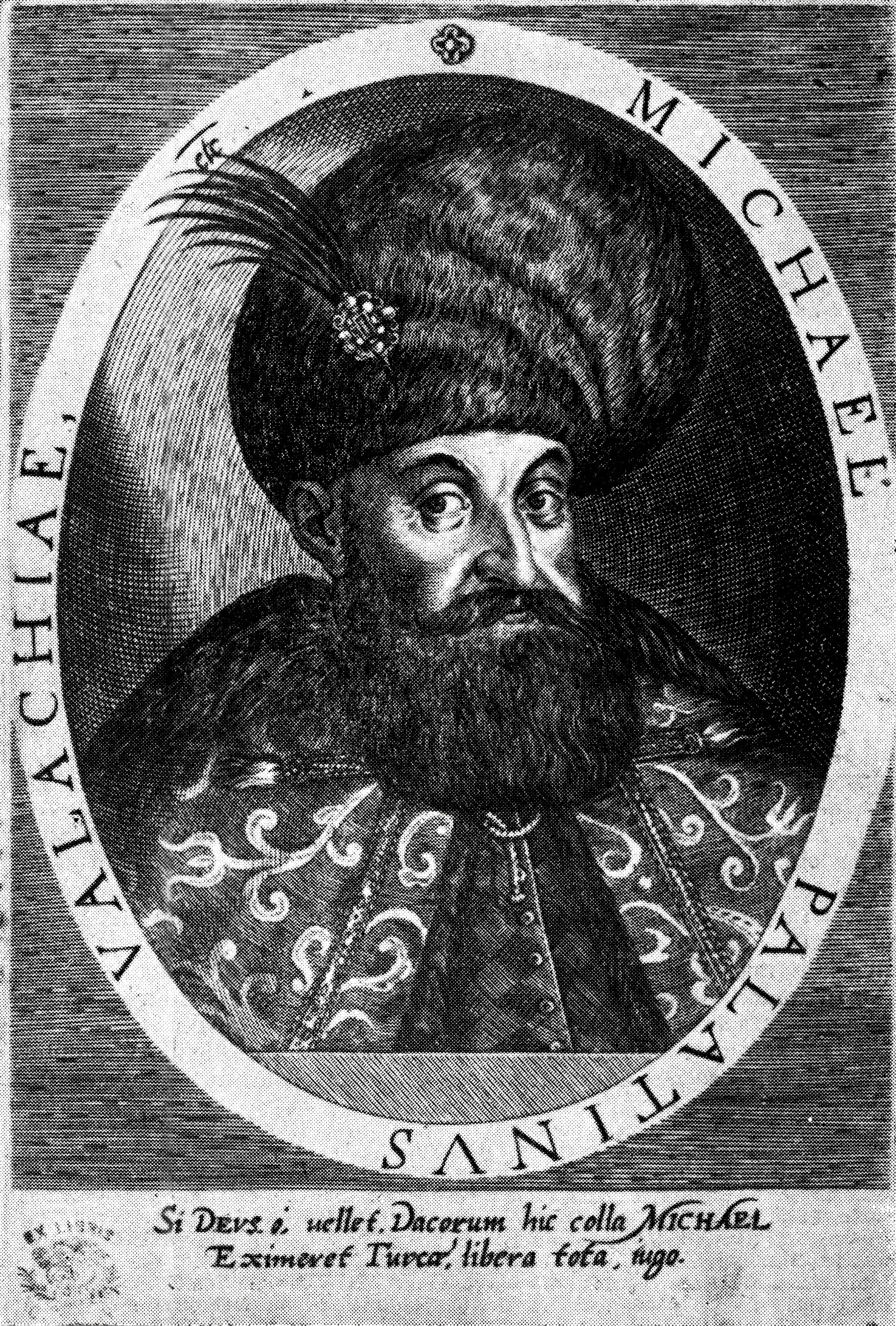
Michele il Coraggioso

La dinastia dei Basarabidi venne fondata da Basarab I di Valacchia (1310-1352), il primo voivoda (principe) indipendente di Valacchia, che approfittò del caos creato nel Regno d'Ungheria dall'estinzione della dinastia sovrana degli Arpadi per emanciparsi dal controllo del sovrano ungherese. Nel 1330 Basarab occupò la regione dell'Oltenia, estendendo cioè i confini del suo regno fino al Danubio, e riportò poi una netta vittoria contro il re Carlo Roberto d'Angiò nella Battaglia di Posada.
L'erede di Basarab, Nicolae Alexandru (regno 1352-1364), rafforzò la posizione del regno ottenendo dal patriarca di Costantinopoli la creazione di una sede ecclesiastica ortodossa indipendente in Valacchia (1359), emancipandosi dalla chiesa cattolica ungherese mentre il re Luigi I d'Ungheria era impegnato nel conflitto contro la Repubblica di Venezia (1356-1358). Il terzo principe della dinastia, Vladislav I di Valacchia (regno 1364-1377), fu invece costretto a riallacciare stabili contatti con gli ungheresi per preservare la propria autonomia dall'ingerenza dei Bulgari dello zar Ivan Alessandro.
Al tempo del regno di Radu I di Valacchia (1377-1383), la dinastia dei Basarabidi si scisse in due tronconi. Dal figlio primogenito Dan I di Valacchia, morto (probabilmente assassinato) mentre combatteva i bulgari dello zar Ivan Šišman nel 1386, originarono i Dănești filo-ungheresi, mentre dal secondogenito Mircea cel Bătrân (Mircea "il Vecchio") si originò la stirpe dei Drăculești anti-ungheresi.
Il voivoda Mircea cel Bătrân regnò per 32 anni (1386-1418). Irrobustì le basi di potere della dinastia, promuovendo il commercio lungo i valichi della Transilvania, rafforzando i confini con l'erigenda di numerose fortezze (fond. la costruzione del castello di Giurgiu) e spostando il centro di potere dalla rocca montana di Poenari alla città di Târgoviște, ove fece costruire il palazzo noto come Curtea Domnească.

Mircea osteggiò apertamente il crescente potere dell'Impero ottomano nei Carpazi, appoggiando la Crociata di Nicopoli (1396) e contendendo al sultano Maometto I il controllo sulla Dobrugia. Alla fine del suo regno (1417) raffreddò il conflitto con gli ottomani accettando di fare della Valacchia uno stato tributario del sultano in cambio del libero transito delle merci e degli uomini nelle terre controllate dai turchi.
Scomparso Mircea, la contesa tra Dănești e Drăculești precipitò la Valacchia nel caos, mentre l'impero bizantino veniva sistematicamente schiacciato dalla potenza ottomana ed il regno d'Ungheria veniva conteso tra Asburgo, Jagelloni ed Hunyadi.
Dopo le alterne fortune dei voivoda Dan II di Valacchia (1420-1431) e Vlad II Dracul (1436-1447), fu Vlad Țepeș (il Dracula di Bram Stoker) l'unico discendente di Basarab, dopo Mircea il Vecchio, a divenire una seria minaccia al potere degli ottomani ormai padroni di Costantinopoli. Proprio contro Vlad III, il sultano Maometto II guidò una spedizione punitiva nel 1462, costringendo il Drăculești a rifugiarsi in Transilvania mentre sul trono veniva posto suo fratello Radu cel Frumos.
La scomparsa di Vlad III, imprigionato per ordine del re d'Ungheria Mattia Corvino, aprì una nuova fase di caos nella storia dei Basarabidi. Mentre i Dănești Basarab III Laiotă cel Bătrân e Basarab IV Ţepeluș cel Tânăr fallivano l'ultimo concreto tentativo della loro stirpe di insediarsi quali ufficiali regnanti valacchi, la contesa tra i figli legittimi ed illegittimi di Radu cel Mare (1495-1508) giocava a favore del sultano Solimano il Magnifico (1520-1566), impegnato a contendere il controllo dell'Ungheria e dell'Europa orientale agli Asburgo (v. Piccola guerra in Ungheria).
Si affermava nel frattempo una nuova schiatta di principi, i Craiovești d'Oltenia che, accampando una discendenza da Basarab I, arrivarono al trono con Basarab V Neagoe (1512-1521) spodestando il Drăculești Vlad cel Tânăr (...-1512) e provocando poi la caduta del capace voivoda anti-turco Radu V de la Afumați, assassinato nel 1529.
Durante la seconda metà del XVI secolo la continua contesa tra le tre schiatte dei Basarabidi (Drăculești, Dănești e Craiovești), peggiorate da una crescente ingerenza della Moldavia negli affari valacchi, permise ai turchi di rafforzare la loro presa sui Principati danubiani, mentre gli Asburgo, conformemente al Trattato di Gran Varadino (1551) prendevano possesso di ciò che restava del regno d'Ungheria.
Nel 1593 il sultano Murad III riconobbe la sovranità sulla Valacchia a Michele il Coraggioso (...-1601), discendente del Drăculești Radu cel Mare. Michele si alleò con l'imperatore Rodolfo II d'Asburgo e combatté nella Lunga Guerra che cercò di ridisegnare gli equilibri di forze tra l'Occidente cristiano e la Sublime porta. Nel 1600, grazie all'intrigo ed alle sue doti di comandante militare, Michele riunì sotto il suo scettro le corone di Valacchia, Transilvania e Moldavia: i tre principati che sarebbero poi confluiti nell'attuale Romania. Divenuto troppo potente, Michele venne assassinato per ordine degli Asburgo nel 1601.
Scomparsi i Dănești con il voivoda Mosè di Valacchia (sparito dalle cronache a partire dal 1530), la linea diretta dei Basarabidi si estinse con l'ultimo Drăculești, Mihnea III di Valacchia (...-1660), discendente diretto di Vlad Țepeș, voivoda di Valacchia e di Moldavia.
Per via indiretta, tramite la schiatta dei Craiovești-Brâncovenești, il nome di Basarab sopravvisse fino al XVIII secolo con il voivoda Constantin Brâncoveanu (1688–1714).

## Toponomastica
L'importanza della stirpe di Basarab nella storia dei Carpazi e dell'Europa orientale in generale è ben testimoniata dalla fitta toponomastica legata al nome del primo voivoda valacco:
- Bessarabia (regione divisa tra la Moldavia e l'Ucraina)
- Basarabi (città rumena)
- Basarabeasca (città moldava)
- Basarbovo (città bulgara)

### Fonti
- Laonico Calcondila, Expuneri historische, Historiarum demonstrationes, ed. V. Grecu, Bucarest, 1958.
- Papa Pio II, Historia rerum ubique gestarum locorum descriptio, ed. Helmstedt, 1609.
- Ducas, Historia turco-bizantina 1341-1462, ed. Michele Puglia, Rimini, 2008, ISBN 88-8474-164-5.

### Studi
- Cazacu, Matei (2006), Dracula. La vera storia di Vlad III l'Impalatore, Milano, ISBN 88-04-55392-8.
- Florescu, Radu R. [e] McNally, Raymond T. (1989), Dracula: Prince of Many Faces.
- Giurescu, Constantin C. [e] Dinu C. (1976), Istoria Romanilor : volume II (1352-1606), Bucarest.
- Iorga, Nicolae (1937), Histoire des Roumains : volume IV, Les chevaliers, Bucarest.
- Iorga, Nicolae (1930), Domni români după portrete și fresce contemporane, Sibiu.
- Minea, I (1928), Vlad Dracul si vremea sa, Iasi.
- Treptow, Kurt W. (1991), Dracula : essays on the life and times of Vlad Țepeș, New York.
- Trow, M.J. (2003), Vlad the Impaler, Glouchestershire.
- Xenopol, Alexandru D (1896), Histoire des Roumains de la Dacie trajane : Depuis les origines jusqu'à l'union des principautés : Tome I des origines à 1633, Parigi, Ernest Leroux.